# Ares del Bosque
Ares del Bosque es un núcleo de población español del municipio de Benasau, perteneciente a la provincia de Alicante, en la Comunidad Valenciana.

## Historia
Hacia mediados del siglo XIX, el lugar ya pertenecía a Benasau. Aparece descrito en el segundo volumen del Diccionario geográfico-estadístico-histórico de España y sus posesiones de Ultramar de Pascual Madoz con las siguientes palabras:

ARES DEL BOSQUE: ald. en la prov. de Alicante (10 leg.), part. jud. de Concentaina (2), aud. terr., c. g. y dióc. de Valencia (16), térm. jurisd. y parr. de Benasan (1/3).: sit. en terreno desigual, donde la combaten todos los vientos, escepto los del N.; y su clima aunque frio es bastante saludable. Tiene 45 casas de mediana construccion y 1 buena ermita dedicada á Nuestra Sra. de los Angeles, servida por 1 capellan designado por el párroco de la igl. matriz. Carece de térm. propio por hallarse enclavada esta ald. en el de Benasan, segun queda dicho. Su terreno es montuoso y de buena calidad; brotan en varios puntos del mismo algunas fuentes, cuyas esquisitas aguas aprovechan los habit. para su consumo doméstico, abrevadero de ganados, y otros usos agrícolas en cuanto lo permite la desigualdad del suelo. Hay un camino que dirige á Alcoy, y á los pueblos de la marina, el cual se encuentra en muy mal estado; y el correo se recibe por balijero 3 veces á la semana: prod., aunque en corta cantidad, trigo, cebada, vino, aceite, maiz y legumbres; cria poco ganado lanar y cabrio con el indispensable para la labranza: y es muy escasa la caza de liebres y perdices. En cuanto á pobl., riqueza y contr. (V. Benasan).
(Madoz, 1845, p. 528)

En 2022, tenía empadronados veintiún habitantes.